# تپه سلطان‌بلاغی
تپه سلطان بلاغی مربوط به هزاره دوم قبل از میلاد است و در شهرستان زنجان، روستای آقکند واقع شده و این اثر در تاریخ ۱۱ مهر ۱۳۵۶ با شمارهٔ ثبت ۱۴۵۵ به‌عنوان یکی از آثار ملی ایران به ثبت رسیده است.